# Journal canadien de thérapie respiratoire
Le Journal canadien de thérapie respiratoire est une revue publiée quatre fois par an qui agit comme un outil de diffusion pédagogique.